# Каульбарс, Александр Васильевич
Барон Александр Васильевич Каульбарс (нем. Alexander Wilhelm Andreas Freiherr von Kaulbars; 11 (23) мая 1844 — 25 января 1929) — русский военный деятель и учёный-географ, генерал от кавалерии (06.12.1901), член Военного совета (1909), один из организаторов русской военной авиации. Министр обороны и председатель совета министров княжества Болгарского в 1882—1883 гг.
Участник похода в Кульджу 1871 года, Хивинского похода 1873 года, русско-турецкой 1877—1878 гг., военных действий в Китае 1900—1901 гг., Русско-японской, Первой мировой и Гражданской войны на стороне Белого движения. Награждён золотым оружием с надписью «За храбрость». Руководитель Кашгарской экспедиции (1872 года). Исследователь Китая, Тянь-Шаня и Аму-Дарьи. Основатель города Каракола (Пржевальск) (1869 год). Автор работ «Тянь-Шань», «Низовья Аму-Дарьи» и других. Действительный член Русского географического общества (с 13 декабря 1872).

## Военная карьера
Происходил из баронского рода шведского происхождения, владевшего в Эстонии имением Меддерс. Сын генерал-лейтенанта Василия Романовича Каульбарса и Александры Фёдоровны Дрезен; внук генерала от инфантерии Ф. В. Дризена, брат генерала от инфантерии Николая Каульбарса. Их сестра Мария Васильевна Каульбарс (1860—1932) замужем за Константином Карловичем Штакельбергом. Дядя (брат отца) — Карл Романович Каульбарс, генерал-лейтенант.
Образование получил в Николаевском училище гвардейских юнкеров (1861) и Николаевской академии Генерального штаба (1868). В службу вступил 16.06.1861 прапорщиком (16.06.1861) в лейб-гвардии Гатчинский полк. Участник подавления Польского восстания 1863 года. Подпоручик (19.05.1863). Поручик (30.08.1866).
Переведённый в Генеральный штаб с назначением на службу в штаб войск Семипалатинской области, Каульбарс в 1870 году был поставлен во главе посольства, посланного в Кульджу для установления дружеских отношений с ханом Абиль-Оглы, а в 1871 году участвовал в Кульджинской экспедиции генерала Колпаковского, во время которой был ранен при штурме крепости Чинчаходзи.
В 1872 году Каульбарс был поставлен во главе посольства, отправленного в Кашгар для заключения торгового договора с Якуб-беком, а в 1873 году принял участие в Хивинском походе, за отличия в котором был награждён золотым оружием.
Произведённый в том году в полковники и назначенный начальником штаба 8-й кавалерийской дивизии, вошедшей в состав войск Рущукского отряда, Каульбарс принял участие в войне с Турцией в 1877—1878 гг.. Прославился тем, что с разъездом 8-го Вознесенского уланского полка захватил турецкий пароход «Анкета» на Дунае, произвел ряд рекогносцировок Дуная, Никополя, Рущука, Осиковской позиции и Поп-киоя. У последнего населённого пункта 23.07.1877 дал бой, возглавляя Софийский 2-й пехотный полк. Участвовал в боях и перестрелках у Фламунды, Никополя, Турн-Магурелли, Аясляра, Хайдаркиоя, Писенцы, Езерджи, Омуркиоя, Поп-киоя, Бракницы, Кизыляра, Араклара, на р. Кара-Ломе, Осикова и Онака и совершил с 8-й кавалерийской дивизией зимний поход за Балканы.
По окончании военных действий Каульбарс был назначен членом международной комиссии для определения границ Сербии по Берлинскому трактату. Произведённый в 1880 году в генерал-майоры с назначением командиром 1-й бригады 14-й кавалерийской дивизии, Каульбарс в 1882 году был призван на пост военного министра в княжестве Болгарском.

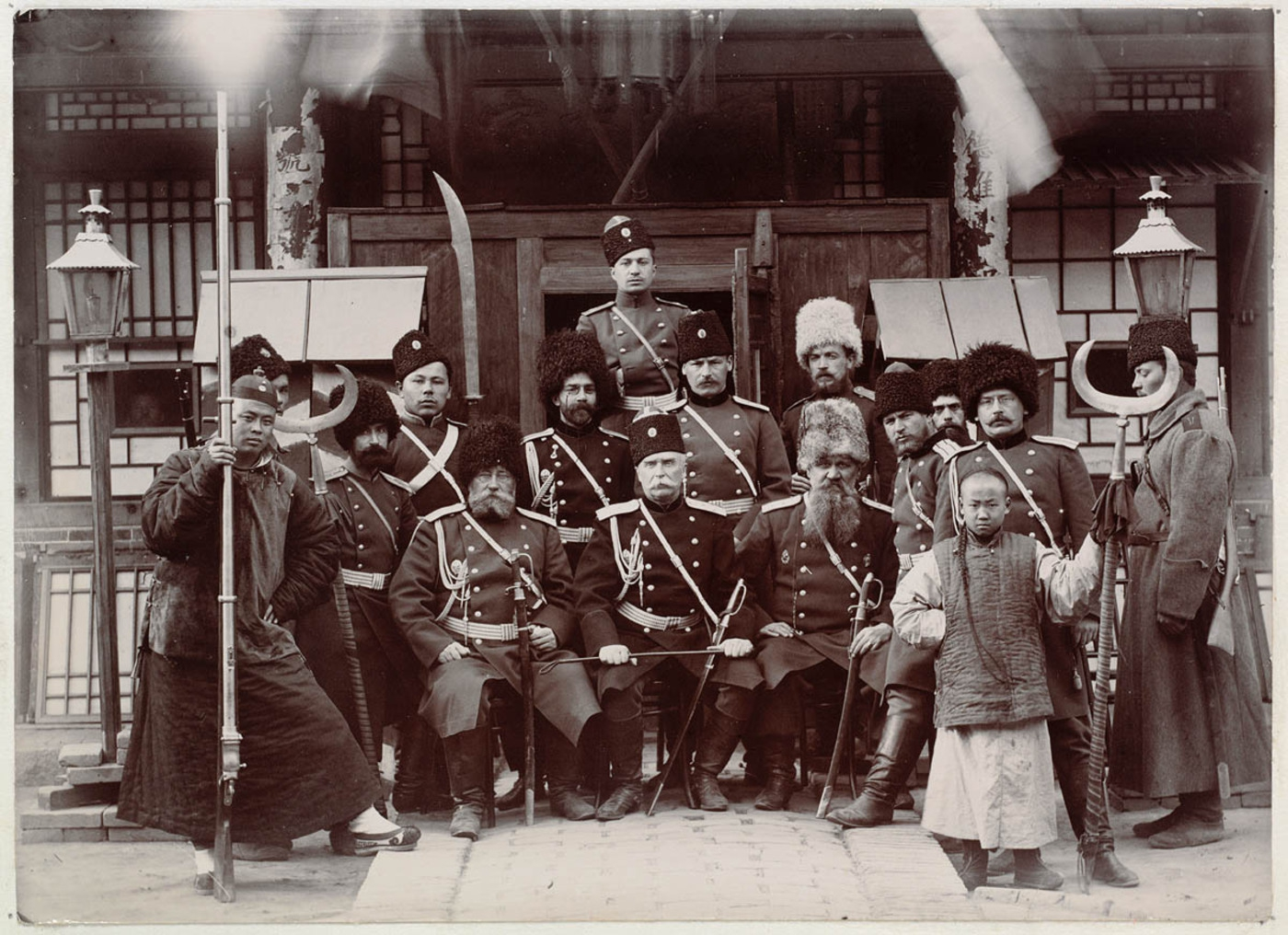
А. В. Каульбарс (в центре) с солдатами и офицерами в период Ихэтуаньского восстания. Стоят: пятый слева — С. Н. Люпов, шестой слева — С. И. Богданович

После отзыва русских офицеров из Болгарии Каульбарс вернулся в Россию и был назначен командиром 1-й бригады 1-й кавалерийской дивизии, в 1891 году — начальником 15-й кавалерийской дивизии, в 1897 году — командиром 2-го кавалерийского корпуса, а в 1900 году — командиром 2-го Сибирского армейского корпуса. Последнее назначение дало Каульбарсу возможность принять участие в военных действиях в Китае по подавлению боксёрского восстания 1900—1901 гг. Итогом четырёх походов под личным начальством генерала стало очищение севера Маньчжурии от повстанцев и восстановление связи с Порт-Артуром.
По окончании военных действий в Китае Каульбарс, произведённый в 1901 году в генералы от кавалерии, был назначен помощником командующего войсками Одесского военного округа. В 1904 году занял пост командующего войсками округа, а 23 октября того же года, во время русско-японской войны поставлен во главе 3-й Манчжурской армии. В феврале 1905 года получил в командование 2-ю Манчжурскую армию, по окончании войны вернулся на пост командующего войсками Одесского военного округа. Его действия в период Мукденской операции вызвали сильные нарекания со стороны Куропаткина, возлагавшего на Каульбарса ответственность за её провал. Впоследствии в 1909 году его поведение при Мукдене стало предметом расследования со стороны особого присутствия Военного совета, которого членом Каульбарс был назначен 23.12.1909.
В годы революции 1905—1907 годов Каульбарс зарекомендовал себя как один из вождей одесских монархистов.

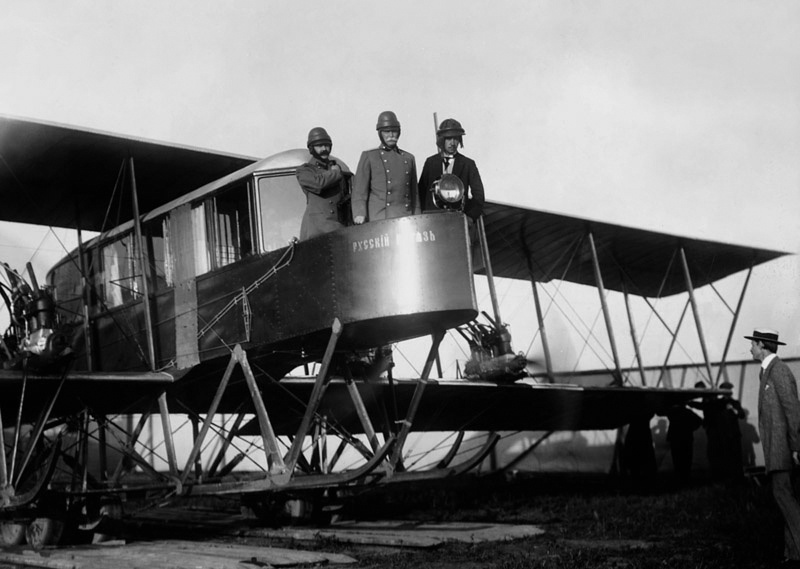
Авиаконструктор И. Сикорский (справа) и генерал-лейтенант А. Каульбарс (в центре) на борту аэроплана «Русский витязь», 1913 год

В 1912 году Каульбарс был командирован в составе свиты великого князя Николая Николаевича для присутствования на манёврах французских войск и для изучения постановки во Франции дела военного воздухоплавания. Он живо заинтересовался вопросами авиации и с тех пор посвятил им всю свою деятельность. Ещё в бытность свою командующим войсками в Одессе он основал там в 1907—1908 гг. первый русский аэроклуб и сам неоднократно летал на аэростатах, дирижаблях и аэропланах в России, Франции и Англии.
В Первую мировую войну находился в распоряжении командующего Северо-Западным фронтом (август 1914). Одновременно (с 6 октября 1914 по 21 октября 1915 года) являлся заведующим организацией авиационного дела в армиях Северо-Западного фронта. До конца 1915 года на него фактически было возложено всё руководство авиацией действующей армии.
После Октябрьской революции уехал на Юг России. С 15 октября 1918 года в Добровольческой армии (в Одесском центре; утверждён 2 февраля 1919 года в резерв армии). С 2 июля 1919 года в резерве чинов при штабе Главнокомандующего ВСЮР. Эвакуировался в Константинополь. Затем жил в Болгарии и Франции. В Париже работал до конца жизни в конторе Частного Радиотелеграфного общества. Был почётным председателем Союза Русских лётчиков.
Скончался в эмиграции во Франции, в Париже, 25 января 1925 года (согласно ряду источников — в 1929 году). Похоронен на кладбище Сент-Женевьев де Буа.

## Исследовательская деятельность
Значительную часть своей службы провёл в Туркестанском крае, посвятив немало времени разным географическим работам и исследованиям; так, в 1869 году первым посетил главный исток реки Сырдарьи и обследовал тогда почти неизвестную часть страны, лежащую за оз. Иссык-Кулем; результаты путешествия изложены в монографии «Материалы по географии Тянь-Шаня», за которую автор награждён ИРГО золотою медалью.

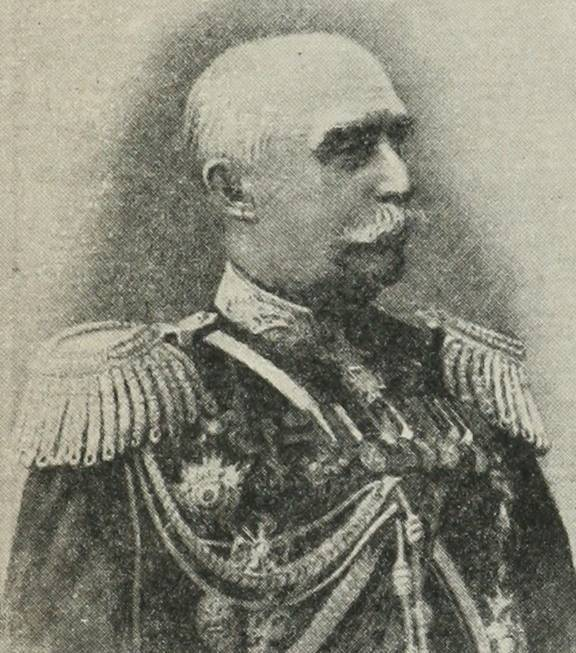
Фото из «ВЭС»

В 1870 году объехал часть русско-китайской границы, при этом обследовал многие новые горные перевалы Тянь-Шаня и г. Хан-Тенгри, величайшую вершину этой части хребта. В 1870—1871 гг. посетил Китай, а в 1872 году, в качестве посла генерал-губернатора, — Кульджу, для переговоров с её правителем Якуб-беком, причём не только мирные переговоры доведены к благоприятному окончанию, но и пополнены географические данные о пройденном пути.
В 1873 году Александр Васильевич Каульбарс принял участие в Хивинском походе и исследовал дельту и старые русла Амударьи, причём удачно нашёл судоходный путь из Аральского моря в реку, по которому и был проведён пароход «Перовский». Окончив эту работу, Каульбарс занялся исследованием Яны-Дарьи, сухого русла Сырдарьи. Результаты этих работ изложены им в трудах «Низовья Амударьи» (с атласом) и «Древнейшие русла Амударьи»; главные выводы автора — Амударья прежде впадала в Каспий, а в Аральское море стала нести свои воды позднее, между этими двумя периодами река впадала в озеро Сары-Камыш, откуда избыток воды стекал в Красноводский залив по руслу, называемому Узбой.
За свои научные труды по исследованию низовьев АмуДарьи А.В.Каульбарс в 1880 году был награждён золотой медалью имени Ф. П. Литке. Он также автор ряда военно-научных работ.

## Семья
Жена: Екатерина Владимировна Каульбарс (урожд. Желтухина; 1847 — 21 июля 1919, Петроград), дочь генерала Владимира Петровича Желтухина. Фрейлина императрицы. Родная сестра Е. В. Каульбарс — Прасковья Владимировна (1845—1934) — жена Николая Каульбарса.
Дети:
- Владимир (1875—1936, Рига), статский советник, председатель и директор-распорядитель Петроградского кредитного общества. Его жена — Мария Константиновна, урожд. Ралль (1867–1944). Дочь — Кира (1902 г.р.).
- Тамара (1876—после 1925), фрейлина императрицы Александры Федоровны. После Октябрьской революции — в эмиграции.
- Борис (ум. в детстве)
- Василий (1882—1914), штабс-ротмистр лейб-гвардии Уланского полка. Погиб в Первую мировую войну.
- Екатерина (1886—1937), с 1911 года замужем за отставным капитаном 2-го ранга, участником Цусимского сражения, автором книг на морскую тематику Николаем Нозиковым, сыном Н. Г. Нозикова. Была арестована в 1934 году по делу «евлогиевцев»[10]. 25 февраля 1934 года осуждена на 10 лет исправительно-трудовых лагерей как руководитель «контрреволюционной ячейки "Братство за Веру"». Отбывала наказание в Севвостлаге. Тройкой УНКВД по Дальстрою 7 сентября 1937 года приговорена за «контрреволюционную деятельность» к высшей мере наказания. Расстреляна 13 октября 1937 года[11][12].
- Александр
- Иван. Внучка А. В. Каульбарса — Альбина Ивановна Каульбарс умерла в 1905 году в родах. Отец её дочери Ирины — Сергей Юльевич Витте[13].

## Награды

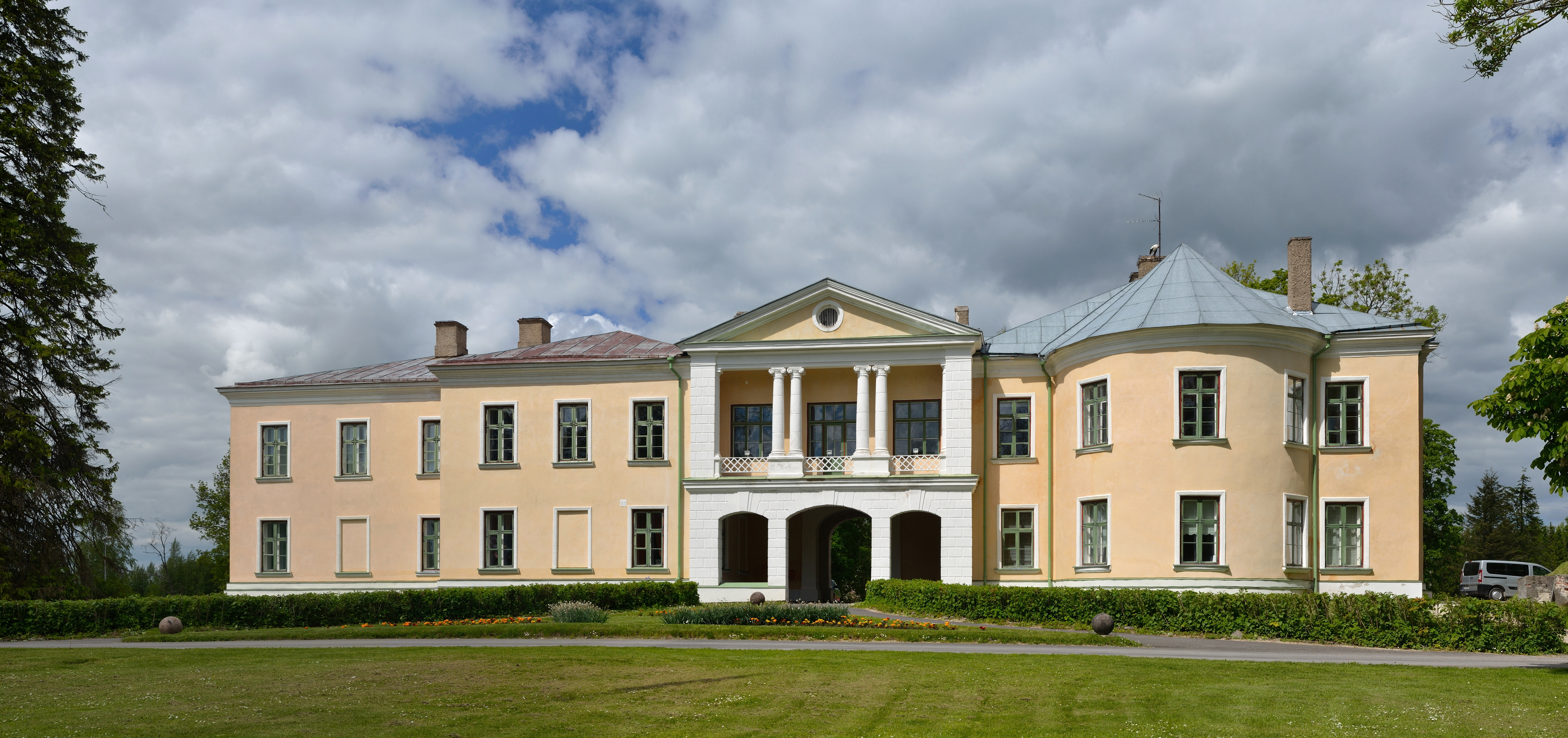
Меддерс (ныне Мыдрику), родовая усадьба Каульбарсов

- Орден Святого Станислава 2-й степени (1870)
- Орден Святого Владимира 4-й степени с мечами и бантом (1871)
- Орден Святой Анны 2-й степени (1872)
- Золотое оружие с надписью «За храбрость» (09.01.1874)[14]
- Орден Святого Владимира 3-й степени с мечами (1877)
- Орден Святого Станислава 1-й степени (1882)
- Орден Святой Анны 1-й степени (1886)
- Орден Святого Владимира 2-й степени (1890)
- Орден Белого орла (1898)
- Орден Святого Александра Невского с мечами (24.04.1901)
- Бриллиантовые знаки к ордену Святого Александра Невского (06.12.1907)
- Большой крест ордена Почётного легиона (17.09.1912, Франция)[15]
- Орден Святого Владимира 1-й степени (06.12.1914)

## Публикации и труды
1. Записка капитана барона Каульбарса о Кульдже. Центральный государственный исторический архив Республики Узбекистан (ЦГАРУ), ф. 715, оп. 1. д. 46, л. 78 — 91.
2. Поездка в Кульджу. Туркестанские Ведомости (ТВ), 1871, № 12.
3. Краткие сведения о двух поездках, совершенных капитаном Генерального штаба бароном Каульбарсом в западную часть Тянь-Шаня и в Мусартский проход. ИИРГО, 1871, т. VII, ып. 4, с. 173—178.
4. Посольство в Кашгар (Джитышар) в 1872 году. ТВ, 1872, № 22, 25.
5. Из Кашгара. ТВ, 1872, № 28.
6. г. Чимбай в дельте Аму-Дарьи. ТВ, 1872, № 48.
7. Колесный путь через Тянь-Шань. Русский Инвалид (РИ), 1873, № 45.
8. Заметки о Кульджинском крае. Материалы для статистики Туркестанского края, вып. II. СПб., *1873, с. 115—150.
9. Материалы по географии Тянь-Шаня, собранные во время путешествия 1869 г. членом-учредителем Средне-Азиатского общества бароном А. В. Каульбарсом. Записки ИРГО,1875, т. V, с. 253—539.
10. Занятия разведывательною службою в 8-й кавалерийской дивизии. Русский Инвалид, 1876, № 123.
11. По вопросам, касающимся кавалерии. Военный Сборник, 1879, № 3.
12. Полевая поездка офицеров 14-й и 6-й кавалерийских дивизий в Варшавском военном округе. Б. м., 1880.
13. Низовья Аму-Дарьи, описанные по собственным исследованиям в 1873 г. Архивная копия от 12 марта 2017 на Wayback Machine Записки ИРГО, 1881, т. IX.
14. Древнейшие русла Аму-Дарьи. Архивная копия от 12 марта 2017 на Wayback Machine СПб., 1887.
15. Передовые эскадроны. Приемы разведывания конницы. СПб., 1888, 2-е изд., 1900
16. Конница. Мысли и работа. СПб., 1903.